# 3 Dywizja Piechoty Morskiej „San Marco”
3 Dywizja Piechoty Morskiej „San Marco” (wł. 3 Divisione Fanteria di Marina "San Marco") – jednostka wojskowa Sił Zbrojnych RSI pod koniec II wojny światowej.

## Historia
Po kapitulacji Włoch 8 września, a następnie powstaniu Włoskiej Republiki Socjalnej 15 września 1943, rozpoczęło się tworzenie jej sił zbrojnych. Niemcy zgodzili się na sformowanie czterech dywizji wojsk lądowych. Pod koniec 1943 powstał oddział złożony z marynarzy z okrętów wojennych z Morza Egejskiego i ok. 400 Czarnych Koszul, którzy przybyli z okupowanej Grecji. Na jego bazie sformowano na pocz. marca 1944 w Grafenwöhr w Niemczech 3 Dywizję Piechoty Morskiej „San Marco. Nazwano ją na cześć świętego patrona Wenecji. Miała ona dwa pułki piechoty i pułk artylerii oraz pododdziały wsparcia i służb. W jej skład weszło ok. 1,8 tys. ochotników ze słynnych oddziałów komandosów X Flotylli MAS. Po pewnym czasie Czarne Koszule zostały przeniesione do 2 Dywizji Grenadierów „Littorio”. 28 listopada dowództwo dywizji objął gen. Aldo Princivalle. Między 25 marca i 5 kwietnia 1944 r. dywizja, licząca ok. 14 tys. żołnierzy, powróciła do Włoch. Pod koniec czerwca przeniesiono ją do Ligurii, gdzie obok 4 Dywizji Alpejskiej "Monterosa" miała bronić wybrzeża na odcinku od Arenzano do Zatoki Berta przed spodziewanym desantem morskim wojsk alianckich. W tym czasie dowództwu dywizji podporządkowano miejscowe baterie ciężkiej artylerii morskiej. Wobec konfliktów z Niemcami nowym dowódcą został w sierpniu gen. Amilcare Farina. Morale włoskich żołnierzy było w tym czasie niskie. Pojawiły się przypadki dezercji. Niemcy zamierzali pomimo tego skierować dywizję na front, ale przeciwstawił się temu gen. A. Farina. Metodą skazywania dezerterów przez trybunały polowe próbował poprawić sytuację wewnętrzną w dywizji, ale bez skutku. Drugim poważnym problemem były ataki partyzantów na oddziały transportowe i małe grupki żołnierzy, którzy wpadali w zasadzki. Straty z tej strony wyniosły ok. 2 tys. ludzi. W sierpniu 1944 r., kiedy większość dywizji pozostawała na dotychczasowych pozycjach, II/6 pułku piechoty morskiej i III/5 pułku piechoty morskiej trafiły na linię Gotów. W poł. listopada pozycje II/ 6 pułku zaatakowały oddziały amerykańskiej 92 Dywizji Piechoty, ale zostały odparte. Batalion rozmieszczono następnie w rejonie wsi Bargo-Gallicano, gdzie dotrwał do końca kwietnia 1945 r. Z kolei pozycje III Batalionu 5 Pułku zostały zaatakowane w lutym 1945 r. Odparto je z pomocą 4 niemieckich niszczycieli czołgów Marder. Batalion utrzymał się tam do końca kwietnia. Reszta dywizji 24 kwietnia rozpoczęła wycofywanie na linię Ticino-Pad, docierając do Mede. Tam 29 kwietnia Włosi poddali się wojskom alianckim.

## Skład organizacyjny
- dowództwo
- DVK 182 (niemiecki sztab łącznikowy)
- 5 pułk piechoty morskiej
  - I batalion piechoty morskiej
  - II batalion piechoty morskiej
  - III batalion piechoty morskiej
  - 105 Kompania przeciwpancerna
- 6 pułk piechoty morskiej
  - I batalion piechoty morskiej
  - II batalion piechoty morskiej
  - III batalion piechoty morskiej
  - 106 kompania przeciwpncerna
- 3 pułk artylerii
- 3 batalion rozpoznawczy
- 3 Kompania przeciwpancerna
- 3 batalion saperów
- 3 batalion łączności
- 3 batalion transportowy
- 53 batalion zapasowy
- 3 kompania medyczna
- 301 kompania medyczna
- pluton żandarmerii polowej